# Knotenschiefer

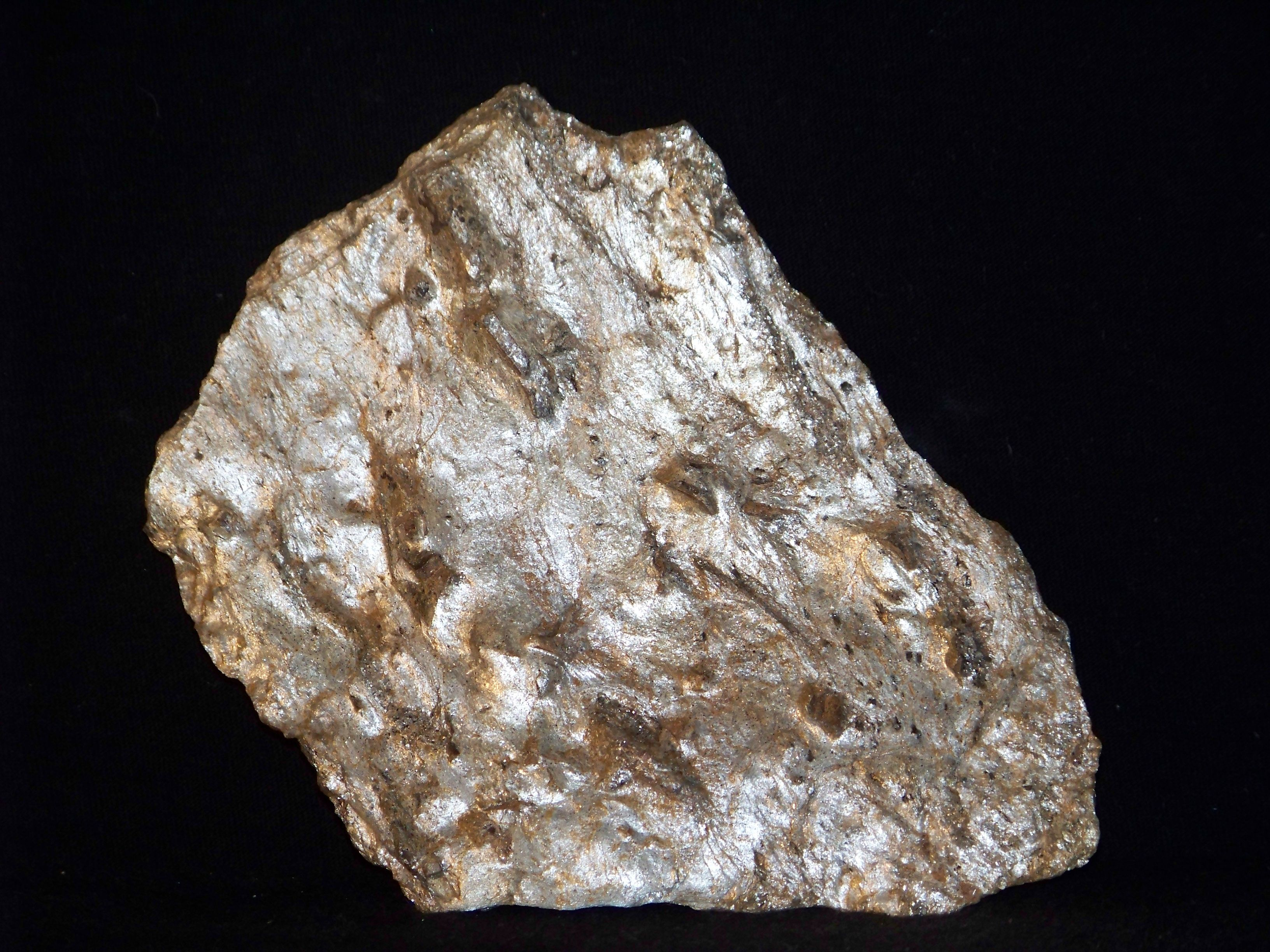
Knotenschiefer, Głuchołazy, Góry Opawskie (Oppagebirge), Polen

Der Knotenschiefer ist neben dem Fleckschiefer, Fruchtschiefer und Garbenschiefer eine Varietät des kontaktmetamorphen Schiefers. 
Knotenschiefer entstehen bei Temperaturen um 400 °C und ihre dunkle Farbe wird durch Graphit verursacht. Ab 500° entstehen Fruchtschiefer. Knotenschiefer ist charakterisiert durch bis zentimetergroße Knötchen und knotenartige Glimmerlagen infolge einer Kornvergrößerung bei der Metamorphose. Die Knoten bestehen aus Eisenmineralen, kohligen Substanzen und Glimmer, mit steigendem Metamorphosegrad treten zunehmend Minerale wie Andalusit hinzu.